# Église Saint-André d'Annepont
L'église Saint-André est une église catholique située à Annepont, en France.

## Localisation
L'église est située dans le département français de la Charente-Maritime, sur la commune d'Annepont.

## Historique
Cette église date du XIIe siècle ; son origine semble liée au chemin de Compostelle.

## Protection
L'église Saint-André est classée au titre des monuments historiques en 1907.